# 틸키 존스
틸키 존스(Tilky Jones, 1981년 6월 24일 ~ )는 미국의 배우이자 가수이다. 1997년부터 2001년까지 보이 밴드 테이크 5의 멤버였다.

## 출연 작품
- 파더스 시크릿 (2016)
- 에브리 데이 (2010)
- 겟 썸 (2008)
- 원 트리 힐 (2003)
- 사랑은 언제나 좋아 (2001)